# Tapeverband

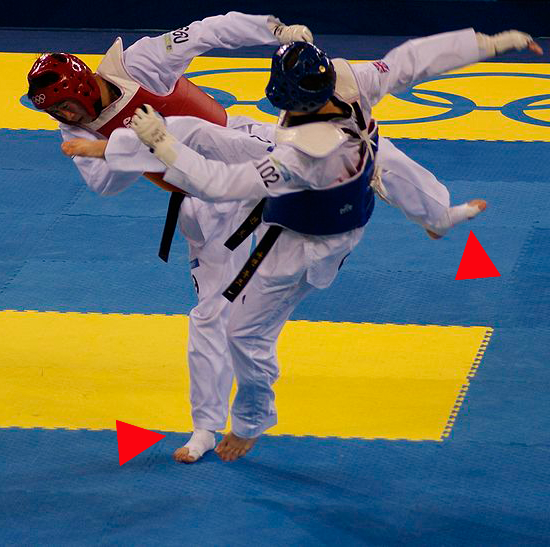
Tapeverbände bei den olympischen Spielen 2008 (Taekwondo, Herren, Kampf um Platz 3, Gewichtsklasse -80 kg)

Ein Tapeverband (englisch tape ‚Band‘) aus Pflasterklebeband, oft auch kurz als Tape oder Taping bezeichnet, wird in Sportmedizin, Unfallchirurgie und Orthopädie als Dressment sowohl zur Behandlung als auch zur Prävention eingesetzt. Er stellt dabei die behandelten Gelenke oder Muskeln nicht vollständig ruhig, sondern verhindert nur unerwünschte oder übermäßige Bewegungen (funktioneller Verband). Die Wirkung beruht darauf, dass die auf der Haut haftenden Pflasterstreifen die auftretenden Kräfte auf die Haut übertragen und so beispielsweise den Kapsel-Band-Apparat eines Gelenkes stützen (Augmentation) und die Wahrnehmung von Körperbewegung verbessern (Propriozeption). Zudem können sie einer Anschwellung des Gewebes entgegenwirken (Kompression) oder verletzte Gelenke oder Knochen an unverletzten fixieren (Schienung). Die Anwendungsmöglichkeiten von Tapeverbänden sind vielseitig, geeignete Verbände sind unter anderem für alle Gelenke an Armen und Beinen beschrieben.
Grundsätzlich sind die für Tapeverbände verwendeten Pflasterstreifen unelastisch und einseitig mit einer Klebemasse beschichtet. Dabei unterscheidet man abhängig von der Funktion Anker-, Zügel-, Fixations- und Schalungsstreifen. Verbandsmaterial, das noch vor den Pflasterstreifen als erste Schicht auf die Haut aufgebracht wird, bezeichnet man als Unterziehtape. Unterziehtape und Pflasterklebestreifen werden ohne nennenswerten Anpressdruck faltenfrei angelegt. Voraussetzung dafür sind sowohl eine kompetente Diagnose als auch entsprechendes Fachwissen des Behandlers. Als typische Komplikationen gelten Hautreizungen, Kompartmentsyndrom und verfrühter Verlust der stabilisierenden Wirkung. Die Studienlage dieser Therapieform ist abhängig von der Indikation und Lokalisation uneinheitlich. So gelten beispielsweise Tapeverbände zwar als „[…] die wissenschaftlich am besten untersuchte äußere Stabilisierungshilfe des Sprunggelenkes“, zur Anwendung bei einer bestimmten Art von Brüchen am fünften Mittelhandknochen findet sich aber nur eine Studie von mangelhafter Qualität.
Die Verwendung des englischen Begriffes Tape in diesem Zusammenhang geht bis ins 19. Jahrhundert zurück. Bereits im Jahr 1892 hatte Paul Carl Beiersdorf selbstklebende Pflasterstreifen unter dem Namen Leukoplast auf den Markt gebracht, die rasch zu entsprechenden neuen Empfehlungen für Verbände führten.

## Wirkprinzipien
Tapeverbände sind funktionelle Verbände. Sie stellen ein Gelenk nicht, wie etwa Gipsverbände, vollständig ruhig, sondern lassen eine gewisse Bewegung und damit Funktion zu. Im Gegensatz zur Orthese beruht ihre Wirkung nicht in erster Linie auf der Stabilität des verwendeten Materials, sondern entsteht durch gezieltes Anlegen, wobei in aller Regel die verwendeten Pflasterklebestreifen fest auf der Haut haften. Die Wirkprinzipien von Tapeverbänden sind bislang noch nicht abschließend geklärt, grundsätzlich werden Kompression, Schienung sowie Augmentation und ein positiver propriozeptiver Effekt (Gelenke) unterschieden.

Prinzip der Augmentation
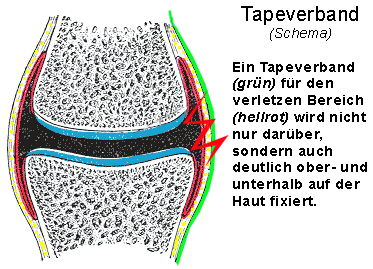
Positionierung des Tapeverbandes (grün). Knorpel (blau), Kapsel (rot), Band (gelb) Knochen (grau).
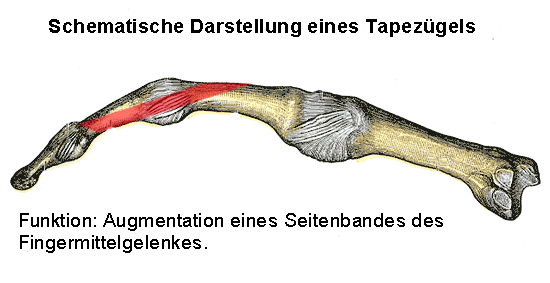
Einzelner Tapezügel

### Augmentation – Propriozeption
Im Gegensatz zu anderen in der Medizin eingesetzten Verbänden können Tapeverbände die Haltefunktion des Kapsel-Band-Apparates eines Gelenkes gezielt augmentieren (verstärken). Auf die Haut werden dazu entsprechend dem Verlauf und der Funktion verletzter oder potenziell gefährdeter Bandstrukturen unelastische Streifen aus Klebepflaster aufgebracht. Auf die Bänder einwirkende Zugkräfte werden so über die Pflasterstreifen auf die Haut übertragen. Dabei kommt neben der rein mechanischen Wirkung auch der durch den Tapeverband verbesserten Propriozeption eine wichtige Rolle bei der Stabilisierung zu. Sportler nehmen so unerwünschte Bewegungen verbessert wahr und können sie so leichter vermeiden. Diese beiden Effekte sind schon seit Jahrzehnten bekannt und führen dazu, dass Überdehnungen oder neuerlichen Distraktionen bereits verletzter Bänder (bis hin zu Re-Luxationen) vorgebeugt werden kann.
Im Gegensatz zum Gipsverband führt der Tapeverband jedoch nicht zu einer vollständigen Aufhebung der Beweglichkeit (Ruhigstellung) und so auch nicht zu den bei längerer Behandlung damit einhergehenden Folgeschäden. Der Tapeverband lässt also die Beweglichkeit eines Gelenkes innerhalb geeigneter Grenzen zu, verhindert aber schädliche, über diese Grenzen hinausgehende Bewegungen (funktioneller Verband). Stabilität und der Grad der Bewegungseinschränkung durch einen Tapeverband sind dabei abhängig vom eingesetzten Material und der Vorgehensweise beim Anlegen.

### Kompression
Pflasterstreifen können auch als Kompressionsverbände eingesetzt werden. An Armen oder Beinen angelegt ist ihre Wirkung dabei mit der von (unelastischen) Zinkleimverbänden vergleichbar, deren permanenter Druck bei körperlicher Inaktivität (Ruhedruck) minimal ist, jedoch setzt der Verband der Ausdehnung der Muskulatur bei Kontraktion einen sehr starken Widerstand entgegen (Arbeitsdruck). Werden ergänzend auch elastische Verbandstoffe beim Taping verwendet, so ähneln die Eigenschaften eines derartigen Tapeverbandes denen eines üblichen Kompressionsverbandes mit, abhängig von der Elastizität der verwendeten Materialien, höherem Ruhe- und geringerem Arbeitsdruck.
Das Aufbringen eines Tapeverbandes als Kompressionsverband ist auch als Sofortmaßnahme nach Verletzungen (im Sinne der PECH-Regel) angezeigt. Hier verhindert das unelastische Material das Auftreten einer unnötig starken unfallbedingten Schwellung. Ein solcher im Rahmen der Ersten Hilfe angelegter Verband sollte allerdings straff sein und nicht länger als eine Stunde belassen werden.
Die Anwendung als Kompressionsverband ist für den Tapeverband nicht spezifisch, eine nennenswerte Kraftübertragung auf die Haut erfolgt dabei nicht. Daher muss keine der Augmentation vergleichbare Haftwirkung der Pflasterstreifen auf der Haut erreicht werden.

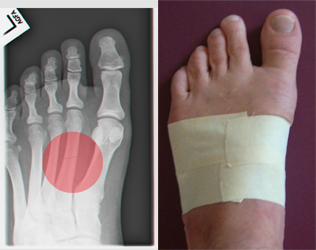
Darstellung einer Marschfraktur und zweier Tapezügel

### Schienung
Durch die Anlage eines geeigneten Tapeverbandes können auch bestimmte Arten von Knochenbrüchen und Bandverletzungen behandelt werden. Dazu zählen beispielsweise unverschobene Brüche der Mittelfußknochen und der Zehen. Am Mittelfuß wird dabei der Tapeverband so angelegt, dass der frakturierte Knochen von den vier unverletzten Mittelfußknochen stabilisiert (geschient) wird. Eine gebrochene Zehe stabilisiert man, indem man sie mittels Klebepflaster an einer benachbarten Zehe fixiert und gleichzeitig die Beweglichkeit in Grund-, Mittel- und Endgelenk deutlich reduziert (Pflasterzügelverband). Auch einfache Fingerfrakturen können ganz ähnlich versorgt werden. Für diese Art der Schienung eines verletzten durch einen unverletzten Finger (oder auch Zehe) findet sich in der angloamerikanischen Fachliteratur der Begriff buddy taping.
Diese Tapeverbände müssen sehr gut haften, um eine Verschiebung zu vermeiden. Eine Übertragung von Zugkräften auf die Haut spielt dabei jedoch eine untergeordnete Rolle. Wesentlich für die Wirkung ist die Stabilität des Verbandes als solcher (seine Steifigkeit und die Fixierung des verletzten an unverletzten Knochen). Das prominenteste Beispiel war der amerikanische Leichtathletiktrainer und Physiotherapeut "Ducky" Drake, der bei den Olympischen Spielen 1960 in Rom seinem Schützling C.K. Young nicht sagte, dass er einen Ermüdungsbruch im Mittelfuß hatte, den er wochenlang tapte. Young gewann die Silbermedaille im Zehnkampf und erfuhr erst anschließend von seiner Verletzung. Auch der Olympiasieger Rafer Johnson gehörte zu den von Drake trainierten Athleten an der UCLA.

## Vorgehensweise

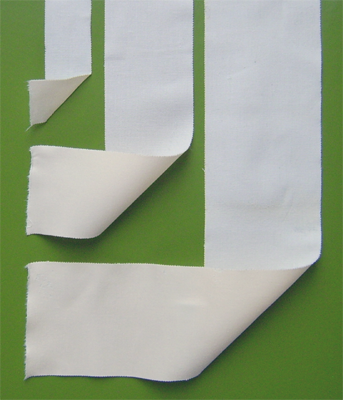
Unelastische, einseitig mit Klebstoff beschichtete Pflasterstreifen (Tapes) in handelsüblichen Breiten (2 cm, 3,75 cm und 5 cm)

Ziel beim Anlegen eines Tapeverbandes ist es, den Bewegungsspielraum eines Gelenkes nur so weit wie nötig einzuschränken, aber gleichzeitig dessen Kapsel-Band-Apparat so zu stabilisieren, dass schädigende Extrembewegungen vermieden werden. Grundlegende Voraussetzung dazu sind eine genaue Diagnose, ein ausreichend guter Zustand der Haut im Bereich des geplanten Verbandes sowie die entsprechende Fachkompetenz des Anlegenden.

### Material
Für das Anlegen eines Tapeverbandes werden unelastische, selbstklebende Pflasterstreifen, sogenannte Tapes, verwendet. Ergänzend können auch andere Verbandsstoffe eingesetzt werden.

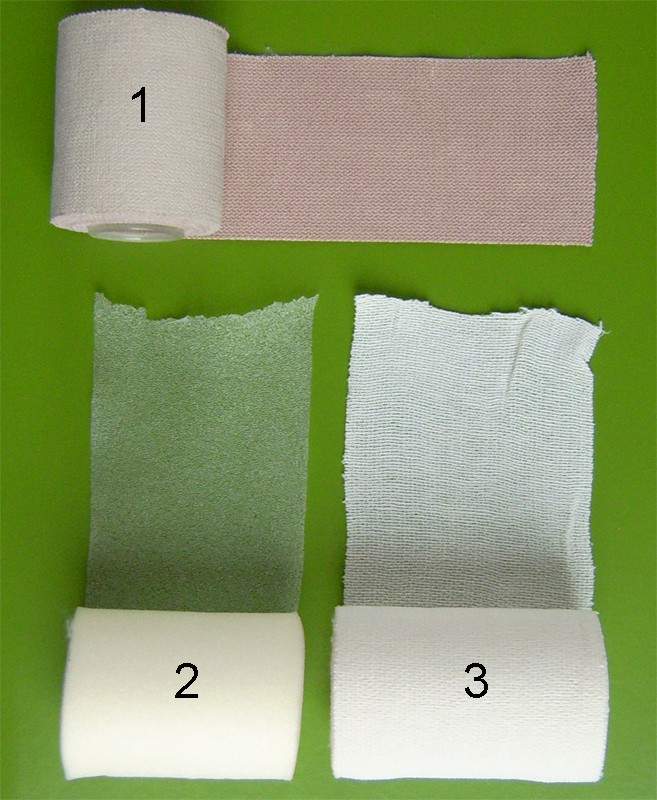
Bei Bedarf eingesetzte Verbandsstoffe:
(1) Elastisches Klebepflaster
(2) Polsterschaumbinde
(3) Kohäsivverband

Wesentlich dabei ist, dass das Klebeband die Haut möglichst wenig reizt, gleichzeitig aber auch bei Nässe (Schweiß, Regen) gut auf ihr haftet und von seiner Beschaffenheit her ausreichend stabil bleibt. Da ein vollständiger Verschluss der Schweißdrüsen beim Anlegen eines Tapeverbandes nicht möglich ist, muss das Material zudem wasserdurchlässig sein. Andernfalls würde der Tapeverband rasch die notwendige Haftung verlieren, weil er durch den Schweiß großflächig wieder von der Haut abgehoben würde.
Pflastersprays können die Transpiration reduzieren, aber nicht verhindern. Bestehen sie aus einem gut verträglichen Klebstoff, können sie eine Hautreizung durch den Tapeverband mindern.
Um bei empfindlichen Patienten eine Hautreizung zu reduzieren, können stark haftende, mit gut verträglichen, wenig Allergene enthaltenden (hypoallergenen) Klebstoffen beschichtete Verbandstoffe als erste Schicht direkt auf die Haut aufgebracht werden („Unterziehtape“). Ein Tapeverband kann dann auf dieser ersten Schicht in üblicher Weise angelegt werden.
Bei Tapeverbänden, deren primäres Ziel nicht die Augmentation ist, können so zugunsten des Tragekomforts Abstriche bei der Haftung des Verbandes auf der Haut gemacht werden. Als Unterziehtape können dann auch andere Verbandstoffe wie Polsterschaum oder Kohäsivverbände eingesetzt werden. Für die Herstellung von Polsterschaumbinden wird typischerweise Polyurethan verwendet. Kohäsivverbände sind in aller Regel elastisch und durch eine feine Latexbeschichtung selbsthaftend. Diese Haftung ist jedoch wesentlich geringer als beim Klebepflaster.

### Anlage
Tapeverbände werden grundsätzlich nur auf reizloser Haut angelegt. Kleinflächige Wunden können dabei jedoch mittels eines geeigneten Wundverbandes abgedeckt werden. Um eine ausreichende Verklebung des Materials mit der Haut zu erzielen, muss diese zuvor ausreichend gereinigt werden. Eine nennenswerte Vorspannung der Klebestreifen oder eines Unterziehtapes beim Aufbringen (Anpressdruck) verbessert die Haftung auf der Haut nicht, erhöht jedoch den Ruhedruck des Verbandes. Die Streifen aus unelastischem Pflaster werden dabei grundsätzlich nicht wie ein elastischer Verband fortlaufend gewickelt, sondern in jeweils einer vollen Umwindung einzeln aufgebracht.

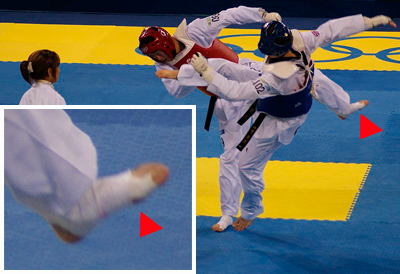
Der Großzehenballen des Kämpfers ist frei von Tape, um die Bodenhaftung nicht unnötig zu mindern.

Insbesondere Flüssigkeiten wie Schweiß, Fette und Öl aber auch feste Stoffe wie Puder und Schmutz (beispielsweise Sand oder Erde) beeinträchtigen eine ausreichende Haftung. Eine ausgeprägte Behaarung sollte ebenfalls im Vorfeld abrasiert werden, weil sie einerseits auch die Haftung reduzieren und andererseits beim Abnehmen des Verbandes (ohne geeignetes Lösungsmittel) zu unnötigen Schmerzen führen kann.
Unter Kenntnis der vorliegenden Diagnose und der funktionell anatomischen Gegebenheiten, aber auch möglicher alternativer Behandlungsmöglichkeiten, wird ein Tapeverband im ersten Schritt theoretisch geplant. Dazu gehört zum einen die Überlegung, mit welchem Verlauf der Klebestreifen ein verletztes Band am besten augmentiert, zum anderen eine möglichst exakte Abschätzung, welche Festigkeit der Tapeverband braucht, um seine Funktion ausreichend zu erfüllen. Relativ straffe und großflächig aufgebrachte Tapeverbände können mit größerer Festigkeit angelegt werden als kleinere, weil sie die auftretenden (Zug-)Kräfte auf größere Hautareale verteilen, schränken jedoch die Patienten meist auch mehr ein. Auch Besonderheiten einer Sportart wie das Regelwerk oder beispielsweise auch die Notwendigkeit, den Großzehenballen bei Barfußsportarten nicht zu bekleben (die Gewebestreifen reduzieren die Bodenhaftung), müssen in diese Überlegungen einfließen.

#### Aufbau
Nach erfolgter Vorbereitung sollte zumindest bei geplanter längerfristiger Anwendung bei empfindlichen Personen ein „Unterziehtape“ als erste Schicht auf den für den Tapeverband vorgesehenen Hautbereich aufgebracht werden. Der Verband selbst besteht aus sogenannten Ankerstreifen, die einerseits die Festigkeit des späteren Verbandes verbessern und sein Anlegen erleichtern sollen, aus Tapezügeln, die den Bandverlauf nachempfinden und von Fixierstreifen an ihrem Platz gehalten und auch gestrafft werden können sowie aus den abschließenden Verschalungsstreifen, die den Verband verschließen und ihm zusätzliche Festigkeit geben.

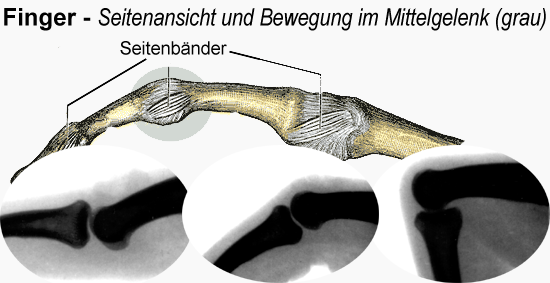
Wird das Mittelgelenk leicht gebeugt, lässt die Spannung in den Seitenbändern nach.

#### Lagerung
Die Lagerung ist wesentlich für die spätere Stabilität eines Tapeverbandes. Zur Augmentation eines Bandes wird ein Gelenk grundsätzlich so gelagert, dass das entsprechende Band möglichst wenig angespannt ist. Das Außenband am oberen Sprunggelenk wird also beispielsweise bei Hebung der Fußaußenkante und des Vorfußes (Pronation und Dorsalflexion) behandelt, die Seitenbänder der Fingergelenke bei leichter Beugung (Flexion) und auch das Innenband am Kniegelenk in leichter Beugestellung.
Zudem muss der Patient so gelagert und natürlich auch darauf hingewiesen werden, dass er keine größeren Bewegungen während des Anlegens macht, weil diese einerseits ein optimales Funktionsergebnis vereiteln könnten, andererseits aber auch um die Pflasterstreifen faltenfrei aufbringen zu können.

### Nachuntersuchung
Ist ein Tapeverband fertig angelegt, so ist eine Nachuntersuchung notwendig. Diese enthält neben einer Überprüfung der Funktionalität nach kurzzeitiger Belastung auch eine Untersuchung und Befragung des Patienten bezüglich unerwünschter Symptome wie Schmerz, Taubheit oder übermäßiger venöser Stauung.
Ist die Anlage des Verbands nicht nur kurzfristig (beispielsweise sportlicher Wettkampf), sondern längerfristig geplant, sollte der Patient auch über mögliche Symptome informiert werden, die zu einem späteren Zeitpunkt auftreten könnten und mögliche Hinweise auf drohende Komplikationen sind (siehe Abschnitt Komplikationen).

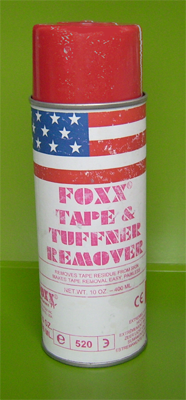
Ablösehilfe (Spray). Deklarierte Inhaltsstoffe: Isopropanol, Heptane, Terpentinersatz, Isobutan, Toluol und Propan.

### Abnahme
Die Abnahme eines Tapeverbandes erfolgt in aller Regel durch eine Spaltung in ganzer Länge an geeigneter Stelle und anschließendes „schalenförmiges“ Abziehen in Wuchsrichtung der Haare.
Bei der Spaltung des Verbandes sollten unbedingt Verletzungen der Haut vermieden werden. Dabei werden meist Verbandscheren oder auch von der Industrie speziell zu diesem Zweck hergestellte Messer, sogenannte Tape-Cutter, verwendet. Diese bestehen im Prinzip aus einer Messerklinge mit sehr stumpfem Rücken in einer festen Halterung. Die Schneide beginnt jedoch nicht an der Spitze des Messers, sodass der Tape-Cutter auf der Haut aufliegend unter dem Verband vorgeschoben werden kann und diesen dabei von innen nach außen spaltet.
Das Abziehen des Verbandes kann insbesondere bei ausgeprägtem Haarwuchs oder empfindlichen Personen durch das Aufbringen geeigneter Lösungsmittel (beispielsweise Wundbenzin oder speziell zu diesem Zweck von der Industrie angebotener Sprays) erleichtert werden. Bei manchen Produkten lösen sich dabei bereits unter leichtem Zug die Pflasterstreifen vom Klebstoff. Dieser haftet dann weiterhin auf der Haut. Auch Hautreizungen durch die Inhaltsstoffe der chemischen Hilfsmittel sind nicht ausgeschlossen. Der Schmerz bei der Abnahme eines großflächig auf der Haut verklebten Tapeverbandes wird jedoch erheblich reduziert.

## Einsatzbereiche
Tapeverbände werden nicht nur zur Behandlung, sondern auch aus Gründen der Prävention eingesetzt. Abhängig von der Indikation ist in aller Regel eines der drei Wirkprinzipien (Kompression, Schienung sowie Augmentation und Propriozeptionsverbesserung) vordergründig. Als funktionelle Verbände reduzieren sie die Beweglichkeit der behandelten Gelenke, ohne diese jedoch vollständig aufzuheben. Ergänzend können sie das Wohlbefinden der Athleten im Sportbetrieb steigern. Tapeverbände ermöglichen es versierten Ärzten, mittels einfach und rasch verfügbarer selbstklebender Pflasterstreifen viele Fälle indikationsbezogen vor Ort (beispielsweise Sportstätte) geeignet zu versorgen. Bei längerfristigen Anwendungen und dabei absehbaren notwendigen vollständigen Erneuerungen des Verbandes können andere Hilfsmittel, beispielsweise Orthesen, kostengünstiger sein.

### Prävention
Insbesondere zur Vermeidung von Sportverletzungen ist bei vielen verschiedenen Sportarten, wie Handball, Basketball, Sportklettern, Taekwondo und Windsurfen, nicht nur im Leistungssport das Anlegen von Tapeverbänden üblich. Um eine Überdehnung des Bandapparates verhindern zu können, werden sie meist recht straff angelegt und sind daher nach einem Wettkampf zeitnah wieder zu entfernen.
Tapeverbände dienen der Prävention bei unverletzten Athleten, eignen sich aber auch besonders nach erfolgter Abheilung von Verletzungen, um das Risiko neuerlicher, gleichartiger Verletzungen zu reduzieren. Die beispielsweise dazu für das obere Sprunggelenk in den vergangenen fünf Jahrzehnten durchgeführten Untersuchungen ergaben entsprechende Ergebnisse. Eine großangelegte, prospektive, randomisierte Studie fehlt jedoch bislang. Sofern es das Regelwerk der jeweiligen Sportart zulässt, kommen alternativ auch im Handel erhältliche Orthesen zum Einsatz. Gründe dafür sind, dass diese oft schneller und ohne großes Fachwissen angelegt werden können, aber gleichzeitig über eine durchaus dem Tapeverband vergleichbare vorbeugende Wirkung verfügen.
Ausschließlich zur Vorbeugung gedachte Tapeverbände gelten nicht als Therapie im eigentlichen Sinne und können auch von einem entsprechend geschulten Physiotherapeuten oder dem (fachkundigen) Sportler selbst angelegt werden.

### Therapie
Tapeverbände werden sowohl nach akuten Verletzungen als auch zu deren Nachbehandlung eingesetzt. Dazu gehören Läsionen des Kapsel-Band-Apparates von Gelenken, sofern nicht anderweitige Verfahren wie operative Maßnahmen oder Ruhigstellung im Gipsverband zwingend notwendig sind, aber auch chronische Gelenkinstabilitäten, manche einfache Knochenbrüche, Muskelverletzungen und zudem auch überlastungsbedingte Schädigungen wie das Werfer-Handgelenk. Die therapeutische Effizienz von Tapeverbänden wird beispielsweise bei Verletzungen des Außenbandes am Sprunggelenk allgemein anerkannt. Bei Brüchen des Köpfchens des fünften Mittelhandknochens ist die Effektivität von Tapeverbänden der anderer Therapieverfahren (beispielsweise Reposition und Spickdraht-Osteosynthese) gleichwertig. Bei Fersensporn und Impingement-Syndrom der Schulter sowie nach Luxationen eines Langfingermittelgelenkes (damit dort grundsätzlich immer einhergehenden Verletzungen des Kapsel-Band-Apparates) stellen sie ebenfalls etablierte therapeutische Maßnahmen dar. Beim Laufsport sind Tapeverbände geeignet, belastungsabhängige Kniebeschwerden (runner’s knee) im Bereich des femoropatellaren (retropatellaren) Gleitlagers zu reduzieren.

### Leistungssteigerung
Das Taping des Fußgelenks kann durch sog. Propriozeptionsverbesserung und die Möglichkeit, die Muskelkraft gegen einen Widerstand einzusetzen (ähnlich wie bei einem Gewichthebergürtel) zu signifikanten Leistungssteigerungen im Fosbury-Flop führen. Auf ähnlichen Prinzipien beruht das Taping im American Football und beim Boxen, wo die Fäuste unter den Handschuhen getapt werden.

## Anwendungsmöglichkeiten
Tapeverbände werden meist an Armen oder Beinen angelegt, können aber grundsätzlich auch am Körperstamm eingesetzt werden. Beschrieben sind sie nicht nur für Hand und Finger, Füße und Zehen, die großen Extremitätengelenke (Ellenbogen, Schulter und Knie) sowie Wirbelsäule und Thorax, sondern beispielsweise auch für die Muskulatur von Unter- und Oberschenkel.
Die Verbände werden grundsätzlich für jeden Patienten individuell geplant und angelegt. Ihre konkrete Ausführung ist abhängig von der Lokalisation und orientiert sich an Zweck (Prävention oder Therapie), geplanter Dauer, für die der Verband belassen werden soll, und dem oder den für die Anwendung beabsichtigen Wirkprinzipien (Kompression, Schienung sowie Augmentation und Propriozeptionsverbesserung). (Nachfolgend sind exemplarisch einige Beispiele dargestellt.)

### Seitenband eines Langfingermittelgelenkes

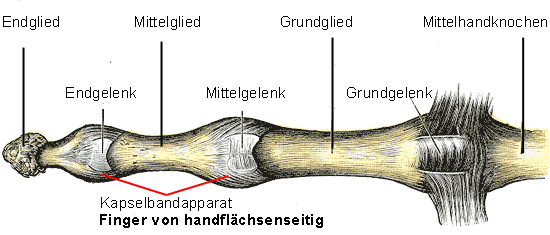
Knochen und Bänder eines Langfingers
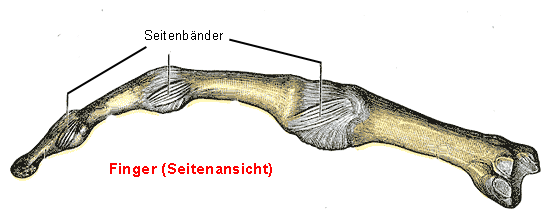
Darstellung der Seitenbänder

Die Mittelgelenke der Langfinger sind Scharniergelenke, ihre Beweglichkeit ist unter physiologischen Bedingungen auf Beugung und Streckung reduziert. Aktive Dreh- oder Seitwärtsbewegungen können sie nicht ausführen. Entsprechend ist auch ihr Kapsel-Band-Apparat aufgebaut.

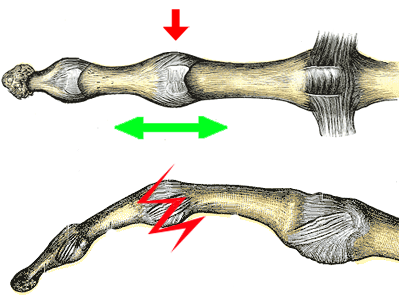
Eine Kraft (rot) wirkt auf das Gelenk, wodurch Zugkräfte (grün) im gegenüberliegenden Seitenband auftreten.

Wirkt eine seitliche Kraft auf ein Fingergelenk ein, treten im gegenüberliegenden Seitenband Zugkräfte auf. Eine Verletzung entsteht, wenn diese Zugkräfte die Bandstabilität überschreiten. Das mögliche Ausmaß der Bandverletzung reicht von einer leichten Zerrung bis zum vollständigen Riss. Die Folgen können neben Schwellung und Bluterguss im Bereich der Verletzung auch eine Instabilität des Gelenkes und Schmerzhaftigkeit bei erneutem Auftreten von Zugkräften im verletzten Seitenband sein. Solche Läsionen führen zu mehr oder weniger ausgeprägten Funktionseinschränkungen der Hand, da Zugkräfte in den Seitenbändern auch bei normalen Greif- und Haltebewegungen auftreten (beispielsweise Fangen eines Balles).
Als Therapieempfehlungen bei vollständigem Riss des Seitenbandes eines Langfingermittelgelenkes (Ausnahme ist das radiale, also daumenseitige Band am Zeigefinger) finden sich in der Literatur neben operativen Maßnahmen und Ruhigstellung (Immobilisation) auch Tapeverbände. Letztere werden ebenfalls bei allen inkompletten Rupturen empfohlen. Alternativ kommen auch Orthesen und bei vollständigen Rupturen auch operative Maßnahmen zum Einsatz.

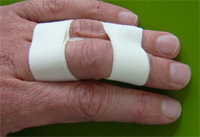
„Buddy Taping“ bei Verletzung des ulnaren Seitenbandes am Mittelfinger oder des radialen am Ringfinger

Der schienende Tapeverband besteht dabei im Wesentlichen aus zwei Zügeln, durch die Grund- und Mittelglied des verletzten und des unverletzten benachbarten Fingers verbunden werden (buddy taping). Die Abstände der Pflasterstreifen vom Mittelgelenk sollten dabei etwa gleich sein, um unnötige, durch Zugkräfte ausgelöste Hautirritationen zu vermeiden. Eine Polsterung zwischen den Fingern ist obligat. Typischerweise wird der der verletzten Seite anliegende Finger in den Verband miteinbezogen. Dieser Tapeverband schränkt die Beweglichkeit beider Finger nur wenig ein. Wird er bei unvollständigen Rupturen angelegt, kann der Patient anschließend das Training auch bei Hand- und Basketball wieder aufnehmen. In diesen Fällen wird der Verband für etwa drei Wochen dauerhaft belassen und anschließend noch etwa ein halbes Jahr bei sportlichen Belastungen angelegt.
Bei einfachen Distorsionen des Seitenbandes genügt auch ein augmentierender Tapeverband am betroffenen Finger. Dabei ist auf eine ausreichende Haftung der Pflasterstreifen auf der Haut zu achten. Der Verband reicht vom Grundgelenk bis zum Fingernagel, seine stabilisierende Wirkung wird durch längs und semizirkulär verlaufende Zügel erreicht.

Augmentierender Tapeverband am Finger
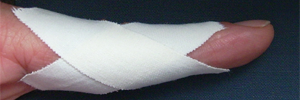
Semizirkulär angebrachte Zügel
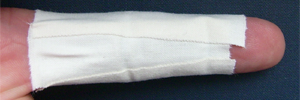
Längszügel
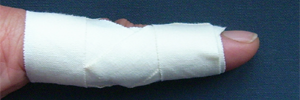
Vollständiger Tapeverband mit Anker- und Schalungsstreifen (eine Streckung ist möglich)

### Werferhandgelenk
Das Werfer- oder Turnerhandgelenk entsteht infolge sportbedingter Überlastung des Handgelenkes. Mikrotraumata und mechanische Einklemmung bei forcierter, maximaler Dorsalflexion (Überstreckung) gelten hierbei als ursächlich und sind daher im Rahmen einer Behandlung zu vermeiden. Die Aufgabe eines geeigneten Tapeverbandes ist es hierbei, diese weiten Überstreckungen zu verhindern. Er wird dazu in leichter Beugestellung des Handgelenkes so angelegt, dass die Tapezügel (ähnlich wie beim Fingermittelgelenk semizirkulär) bei Streckung unter Zug kommen und so den Kapsel-Band-Apparat des Gelenkes augmentieren, um die Überstreckung zu verhindern.

Lage und Funktion der Außenbänder
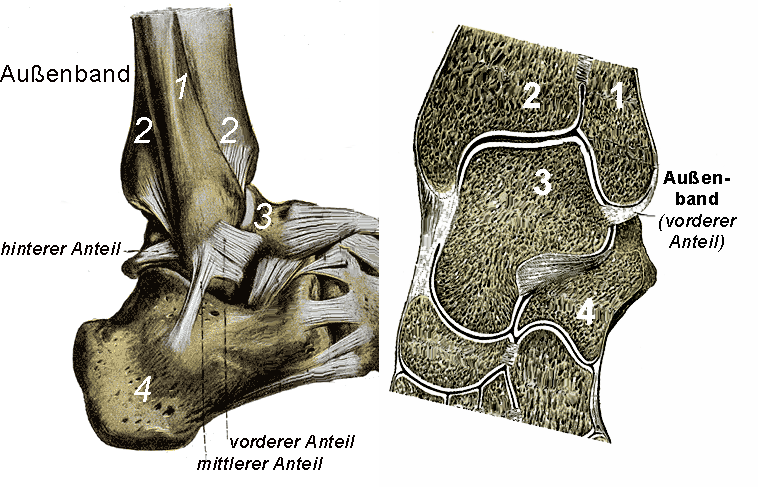
Links: Seitenansicht des Außenbandapparates mit seinen drei Anteilen. Rechts: Querschnitt in Höhe des vorderen Außenbandanteiles.
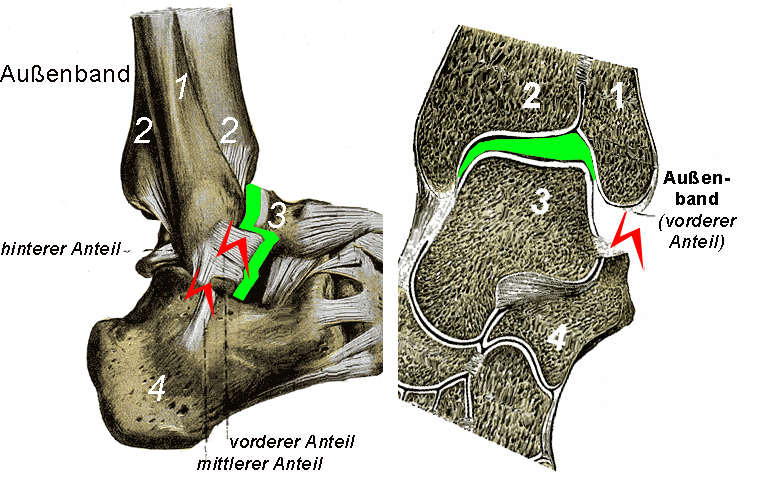
Instabilität des Außenbandapparates Links: Das Sprungbein lässt sich nach vorne ziehen. Rechts: Das obere Sprunggelenk ist seitlich aufklappbar. (1 Wadenbein, 2 Schienbein, 3 Sprungbein und 4 Fersenbein).

### Außenbandapparat am Sprunggelenk
Am Außenbandapparat des oberen Sprunggelenkes werden Tapeverbände bei frischen Verletzungen, aber auch bei dauerhafter Schwäche der Bänder eingesetzt.
Frische Verletzungen werden in drei Gruppen (Grade) eingeteilt. Dazu gehören bloße Verstauchungen ohne jeglichen Nachweis einer Schwäche des Bandapparates, Teilrisse eines oder mehrerer Anteile des Außenbandes und vollständige Rupturen. Ursächlich für derartige Verletzungen ist meist ein sogenanntes Supinationstrauma, also ein Umknicken im Knöchel mit dem Fuß nach außen.
Die häufigste Ursache für einen dauerhaft lockeren Bandapparat sind unzureichend ausgeheilte Bandverletzungen. Chronische Instabilität führt besonders beim Sport zu einem gehäuften Umknicken mit dem Fuß nach außen und so durch wiederholte Mikrotraumata des Gelenkknorpels zu Arthrose.
Augmentierende Tapeverbände können sowohl zur Behandlung frischer Verletzungen aller Grade, als auch chronischer Bandinstabilitäten eingesetzt werden. Sie sind dabei straff und mit guter Haftung auf der Haut anzulegen, insbesondere, da seit vielen Jahrzehnten bekannt ist, dass sie bei sportlicher Betätigung rasch (10 Minuten) 40 bis 50 Prozent an Stabilität verlieren. Die Pflasterstreifen müssen dabei so aufgeklebt werden, dass sie die Funktion des Außenbandapparates unterstützen, indem sie das seitliche Aufklappen und den Vorschub des Sprungbeines möglichst verhindern.

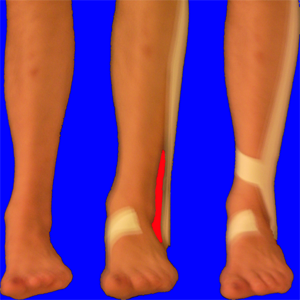
Links: Fußhaltung in Pronation und Dorsalextension
Mittel: Zügel am Unterschenkel und semizirkulär am Fuß
Rechts: Spannung des Zügels mittels Fixiersteifen

Zur konkreten Vorgehensweise gibt es zahlreiche indikationsbezogene Vorschläge. Grundsätzlich wird dabei nach entsprechender Untersuchung des Gelenkes der optimale Verlauf der Pflasterstreifen gewählt um der Instabilität entgegenzuwirken und so den Außenbandapparat zu augmentieren. Um eine maximale Stabilität zu erreichen, beginnt der Verband dabei knapp unterhalb des Kniegelenkes und endet an den Zehengrundgelenken. Kürzere Verbände sind weniger stabil, werden aber beispielsweise vorbeugend bei bislang gesunden Sportlern des Tragekomforts wegen eingesetzt. Beim Anlegen wird der Fuß in Pronation und Dorsalflexion gelagert. Die wesentlichen Tapezügel verlaufen vom seitlichen Unterschenkel leicht schräg zum Fuß, an dem sie semizirkulär fixiert werden. Dabei entsteht eine Lücke zwischen Knöchelregion und Pflasterstreifen. Diese werden anschließend mittels dazu etwa rechtwinkelig verlaufender Fixierstreifen gestrafft und dabei auf der Haut über dem Bereich des Außenknöchels verklebt. Die Vorspannung der Zügel ist notwendig, damit der Verband auch bei längeren sportlichen Belastungen eine ausreichende Stabilität erreicht.

Seitliche und vordere Instabilität am Kniegelenk (Schema)
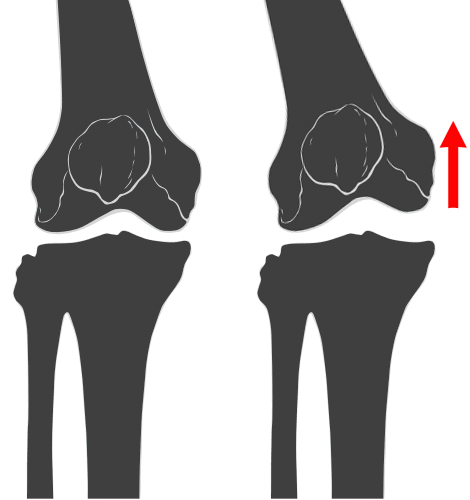
Mediale Instabilität (Beurteilung abhängig von der Kniegelenkstellung)
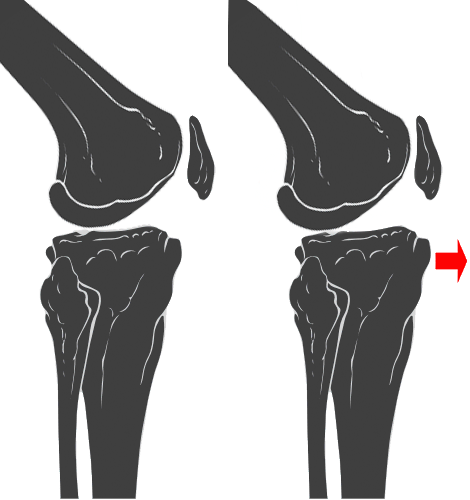
Vordere Schublade (oft begleitend bei Schwäche des vorderen Kreuzbandes)

### Innenband des Kniegelenkes
Das Kniegelenk wird unter physiologischen Bedingungen medial (innenseitig) nicht nur durch das Innenband, sondern auch durch andere Strukturen seines Kapsel-Band-Apparates stabilisiert. Der Anteil der einzelnen Strukturen an der Stabilisierung ist jedoch abhängig von der Winkelstellung des Gelenkes. In Streckstellung ist daran beispielsweise das vordere Kreuzband wesentlich stärker beteiligt als in 30-Grad-Beugung. Ist das Kniegelenk also bei der klinischen Untersuchung in Streckstellung medial instabil, also der Gelenkspalt aufklappbar, ist daran in der Regel nicht nur eine Unzulänglichkeit der Haltefunktion des Innenbandes, sondern auch beispielsweise des vorderen Kreuzbandes beteiligt. Letzteres stabilisiert auch das Schienbein am Oberschenkelknochen, verhindert also ein Gleiten des Schienbeinkopfes nach vorne. Ist das vordere Kreuzband schwach, kann bei der Untersuchung das Schienbein etwas nach vorne gezogen werden (vordere Schublade). Man spricht dann auch von einer anterior-medialen Instabilität.

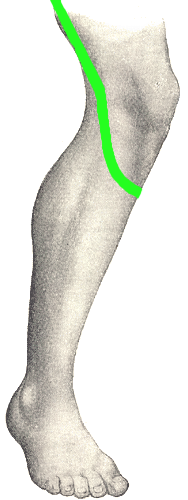
Tapezügel

Ursächlich ist dafür in aller Regel ein Valgustrauma, also eine von lateral (von der Außenseite) auf das Kniegelenk einwirkende Kraft. Dieser Unfallmechanismus kann abhängig von der Gelenkstellung beim Unfall und der dabei auftretenden Drehkräfte auch in sehr ausgeprägten Fällen zur Unhappy Triad führen. Therapie und Nachbehandlung isolierter Verletzungen des Innenbandes erfolgen funktionell-konservativ mittels Orthesen und Tapeverbänden, unabhängig davon, ob es sich um eine Zerrung (Grad I) oder um eine vollständige Ruptur handelt (Grad III).
Der augmentierende Tapeverband am Kniegelenk wird in leichter Beugestellung angelegt. In dieser Position wird auch bei gesunden Sportlern die Haltefunktion des Innenbandes am wenigsten von anderen Strukturen unterstützt (Prävention). Zudem kann in dieser Position auch eine begleitende vordere Instabilität (vorderes Kreuzband) miteinbezogen werden. Die Zügel des Tapeverbandes verlaufen dabei vom innenseitigen Oberschenkel bis zum Unterschenkel, an dem sie semizirkulär verklebt werden. Ein zusätzliches Straffen (wie am Außenknöchel) ist dabei aus anatomischen Gründen kaum möglich. Besteht eine klinisch auffällige vordere Schublade, werden lateral weitere Zügel analog aufgebracht.

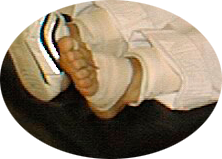
Anwendung im Sport

### Bruch eines Mittelfußknochens
Brüche eines der fünf Mittelfußknochen kommen bei sportlicher Betätigung mit und ohne Trauma vor.
Bei entsprechender Indikation wird dazu ein sehr einfach aufgebauter schienender Tapeverband angelegt, der nur aus zirkulären (etwa 360°), am unbelasteten Vorfuß aufgebrachten Pflasterstreifen besteht. Dadurch kann sich der Vorfuß beim Auftreten deutlich weniger verformen. Das ergibt sich, weil der Kreis die kürzeste Begrenzung einer Fläche ist. Da der Vorfuß durch den eng angelegten Tapeverband in die Form eines Zylinders gezwungen wird, kann er seine Form kaum verändern, da jede andere Form einen größeren Umfang erfordern würde. Ein Tapeverband schient so unter normalen Verhältnissen den verletzten Knochen. Gleichartige Tapeverbände werden auch präventiv im Sport eingesetzt.

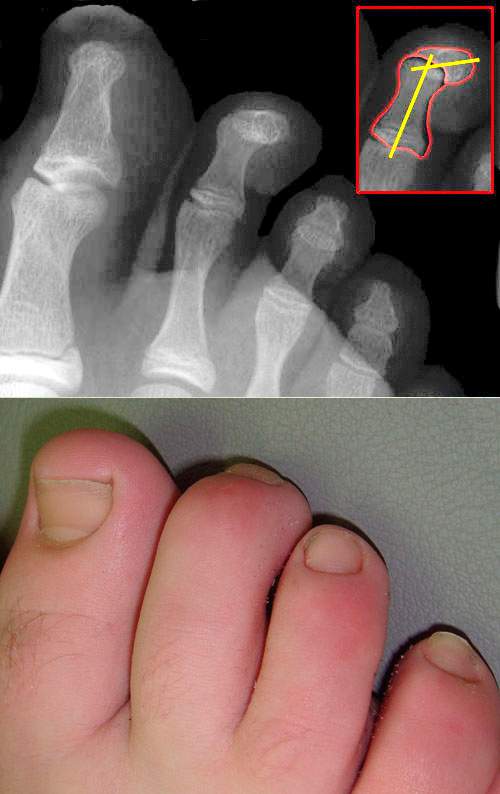
Hammerzehe (2. Zehe)

### Hammerzehe
Als Hammerzehe bezeichnet man streng genommen eine Zehe (meist die 2. oder 3.), deren Endgelenk (DIG) und in manchen Fällen auch das Mittelgelenk (PIG) eine mehr oder weniger ausgeprägte Kontraktur aufweist. Hammerzehen führen zur Klavusbildung und beeinträchtigen das Laufen durch Schmerzen im Schuh. Die Unterscheidung von Hammer- und Krallenzehe ist nicht in allen Fällen eindeutig. Die ursächlichen Faktoren sind vielfältig, beim Sportler ist unpassendes Schuhwerk typisch. In schweren Fällen mit fixierter Gelenkfehlstellung sind operative Maßnahmen angezeigt, in leichten, bei denen die Fehlstellung noch passiv ausgleichbar ist, kann ein Tapeverband (ggf. zusammen mit einer Nachtkorrekturschiene) genügen.
Die Funktion des Tapeverbandes besteht dabei in einer Unterstützung der (aktiv verlorengegangenen) Streckung des Zehenendgelenkes. Nach passiver Streckung des Gelenkes wird diese Gelenkstellung mittels Pflasterklebestreifen fixiert. Mehrere Streifen verlaufen dabei von der Zehenbeere über die Rückseite der Zehe und den Vorfuß bis zur Achillessehne. Die Fixation der Zehe in Streckstellung wird durch die Haftung der Klebestreifen auf der Haut erreicht (Augmentation).

### Unterschenkelmuskulatur
Tapeverbände finden bei frischen, aber auch bei abgelaufenen Verletzungen der Muskulatur am Unterschenkel, wie Muskelzerrungen und Muskelfaserrissen, Anwendung. Bei frischen Verletzungen ist der komprimierende Tapeverband als Erstmaßnahme angezeigt. Dazu wird der Unterschenkel und ggf. auch der Fuß erst mit einem Unterziehtape umwickelt, das sich bei einem Wechsel des Tapeverbandes leicht von der Haut löst und so einen mehrfachen, kurzfristigen Wechsel ohne nennenswerte Hautreizung ermöglicht. Die unelastischen Pflasterklebestreifen werden anschließend ohne nennenswerten Anpressdruck so aufgebracht, dass ein Kompressionsverband ohne Ruhe-, aber mit maximalem Arbeitsdruck entsteht. Die Haftung auf der Haut muss dabei nur so groß sein, dass der Verband nicht ohne Zutun des Patienten verrutscht.
In gewissem Umfang ist auch eine Augmentation des verletzten Muskels mittels Tapeverband möglich. Dazu werden die Pflasterstreifen semizirkulär schräg verlaufend direkt auf der Haut oder alternativ auch auf einem gut haftenden Unterziehtape verklebt.

## Komplikationen

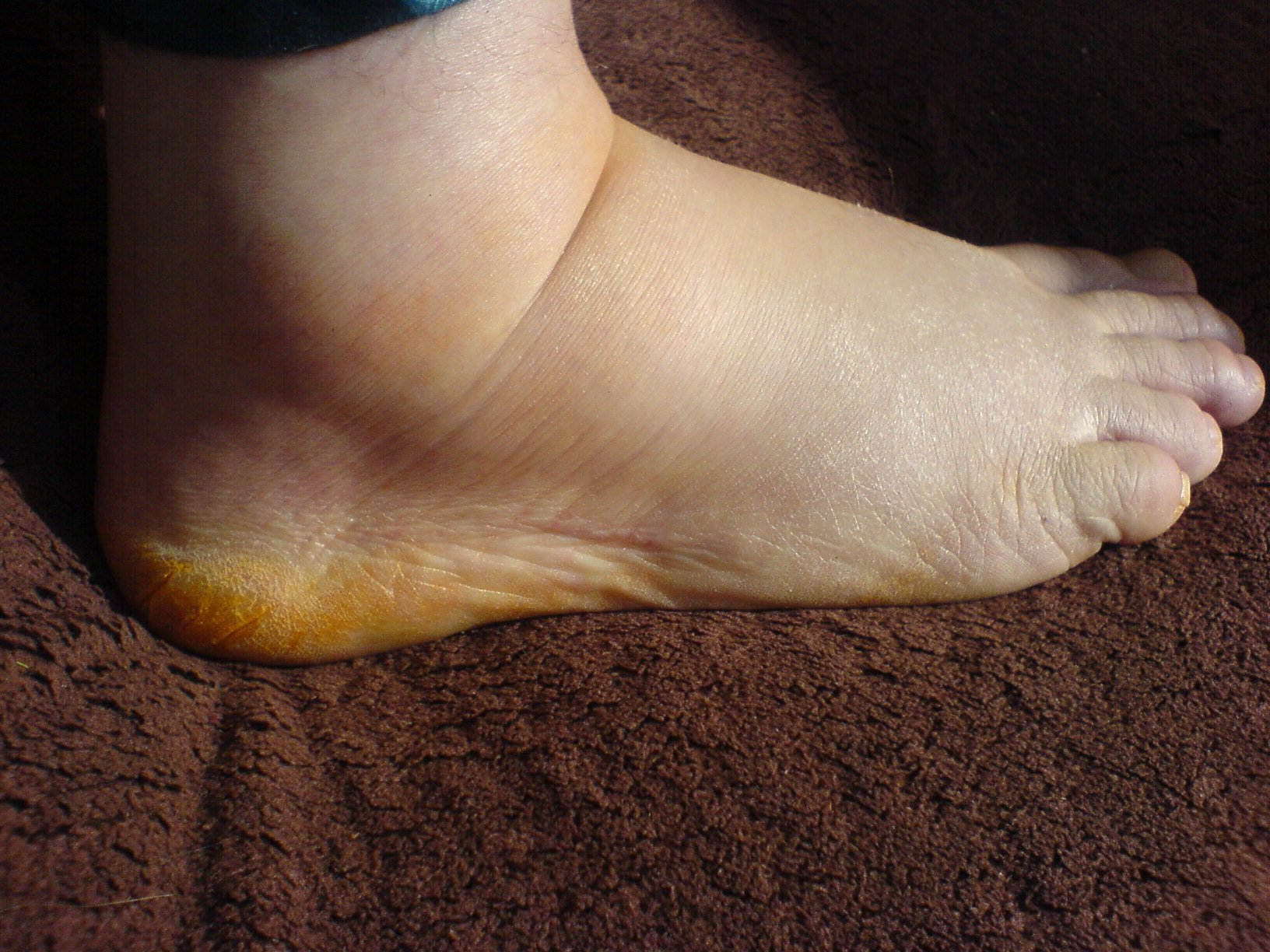
Staut der Tapeverband den venösen Rückfluss, tritt eine Schwellung auf.

Typische Zeichen für mögliche Komplikationen bei Tapeverbänden sind Juckreiz, Schmerz, Schwellung, Taubheit oder Missempfindungen wie Kribbeln und Störungen der Durchblutung.

### Hautreizung
Klebestoffe auf Zinkoxid-, Kautschuk- oder Harz-Basis lösen besonders häufig Hautreizungen aus. Als besser verträglich gelten solche auf Basis von Polyacrylat oder Fumarsäureester. Auch Reinigungsmittel können, insbesondere dann, wenn noch Reste beim Anlegen eines Tapeverbandes vorhanden sind (beispielsweise nicht vollständig verdunstetes Wundbenzin oder Desinfektionsmittel), Hautreizungen Vorschub leisten.
Reizungen der Haut können aber auch mechanisch bedingt sein. Sie treten dann auf, wenn die Zugkräfte, die der Tapeverband auf die Haut ausübt, größer sind, als diese durch ihre Verschieblichkeit kompensieren kann. Dabei kommt es zu winzigen Rissen in der Hornschicht der Haut. Als weitere mechanische Ursache gelten zu häufige Wechsel des Tapeverbandes. Bei jedem Abnehmen des auf der Haut mittels Klebstoff fixierten Verbandes werden auch die oberflächlichen Anteile der Hornschicht mit entfernt. Diese wird dadurch ausgedünnt, verliert an mechanischer Belastbarkeit und kann dadurch den Zugkräften weniger widerstehen.

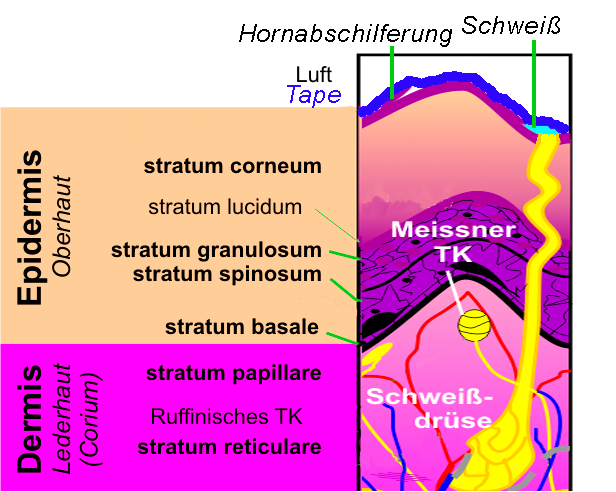
Abschilferung der Hornschicht und Schweiß können zum Verlust der Haftung eines Tapeverbandes führen.

### Wirkverlust
Die wesentliche Ursache für den Wirkverlust eines korrekt angelegten Tapeverbands ist eine nachlassende Haftung auf der Haut. Ursächlich dafür sind die normale Abschilferung der Hornschicht und der Schweiß. Wenn die Schweißdrüsen mehr Flüssigkeit produzieren, als vom Verband aufgesaugt und nach außen abtransportiert werden kann, entstehen um ihre Ausführungsgänge (Poren) herum kleine Flüssigkeitspolster, die den Verband im Laufe der Zeit immer wieder abheben und so seine Haftung auf der Haut reduzieren.

### Kompartmentsyndrom
Führt ein Tapeverband zu einer nennenswerten Stauung des venösen Rückflusses, kann ein Kompartmentsyndrom auftreten, wenn dieser zu lange angelegt bleibt. Durch venöse Stauung erhöht sich der Druck des Blutes in den Venen und damit im Gewebe.